# العشورية (العشورية)
العشورية هو دُوَّار يقع بجماعة فزنا، إقليم الرشيدية، جهة درعة تافيلالت في المملكة المغربية. ينتمي الدوّار لمشيخة العشورية التي تضم دوار واحد. يقدر عدد سكانه بـ 1521 نسمة حسب الإحصاء الرسمي للسكان والسكنى لسنة 2004.

## روابط خارجية
- البوابة الوطنية للجماعات الترابية
- المندوبية السامية للتخطيط